# Márcio Wenceslau
Márcio Wenceslau Ferreira (São Paulo, 20 de março de 1980) é um lutador brasileiro de taekwondo. Disputa na categoria até 58 quilos.

## Carreira
Márcio começou a praticar o esporte após assitir uma reportagem na televisão sobre o taekwondo aos 10 anos de idade. Sua mãe levou ele e o restante da família para uma aula experimental. É irmão de Marcel Wenceslau, outro importante taekwondista brasileiro, do qual assumiu a vaga nos Jogos Pan-Americanos de 1999, em Winnipeg, após desistência.
Em 2002, Márcio Wenceslau venceu o Sul-Americano, na Argentina. Participou também dos Jogos Pan-Americanos de 2003 e das Olimpíadas de Atenas. Em 2005, foi vice-campeão Mundial em Madri. Em 2006, o lutador venceu o Sul-Americano e o torneio Pan-Americano de sua categoria.
Foi medalhista de prata na categoria até 58 kg, nos Jogos Pan-Americanos de 2007 no Rio de Janeiro, ao perder a final na decisão dos árbitros, após o empate no tempo extra, para o dominicano Gabriel Mercedes.
Em 2011 protagonisou um dos mais belos K.Os no jogos mundiais militares, onde levou a medalha de prata na sua categoria